# Crocodylus rhombifer
Il coccodrillo cubano (Crocodylus rhombifer Cuvier, 1807) è una piccola specie di coccodrillo che sopravvive solo sull'isola di Cuba. Questi animali raggiungono mediamente i 2,1-2,3 metri (6,9-7,5 piedi) di lunghezza, per un peso medio di 70-80 kg (150-180 libbre). I maschi più grandi possono raggiungere anche i 3,5 metri (11 piedi) di lunghezza, per un peso di 215 kg (474 libbre). Nonostante le sue modeste dimensioni, è un animale molto aggressivo e potenzialmente pericoloso per l'uomo.
Il coccodrillo cubano è un animale molto interessante per i biologi per via dei suoi peculiari tratti fisici e comportamentali. Con le sue lunghe e forti zampe, è il più terrestre tra i coccodrilli esistenti. Gli habitat che predilige comprendono ambienti d'acqua dolce come paludi e fiumi. Lì gli adulti si nutrono di pesci, tartarughe e piccoli mammiferi, mentre i giovani si nutrono di invertebrati e pesci più piccoli. L'accoppiamento avviene tra maggio e luglio. Gli animali in cattività hanno mostrato comportamenti di caccia cooperativi e possono imparare alcuni comandi.
Il coccodrillo cubano è tra le specie in pericolo critico secondo l'Unione internazionale per la conservazione della natura. Una volta diffuso in buona parte dei Caraibi, la sua estensione territoriale si è ridotta fino a includere solo le paludi di Zapata e l'Isola della Gioventù, a causa della caccia da parte dell'uomo. Fortunatamente, sono in atto progetti di riproduzione in cattività per aiutare la specie a riprendersi.

## Descrizione
Il coccodrillo cubano possiede numerose caratteristiche che lo distinguono dagli altri coccodrilli, come la testa corta e larga, con caratteristiche protuberanze ossee vicino agli occhi, colori più brillanti negli adulti (dotati di un'inconsueta colorazione scura a macchie giallastre), pelle più ruvida, squame arrotondate, e gambe lunghe e forti. Si tratta comunque di un coccodrillo di piccole-medie dimensioni, con gli adulti che raggiungono mediamente i 2,1-2,3 metri (6,9-7,5 piedi) di lunghezza, per un peso di 70-80 kg (150-180 libbre). I maschi di grandi possono raggiungere una lunghezza di 3,5 metri (11 piedi), per un peso di 215 kg (474 libbre) o più.

## Distribuzione e habitat
Oggi, il coccodrillo cubano può essere trovato solo nelle paludi di Zapata sull'isola di Cuba e sull'Isola della Gioventù, ed è in pericolo critico. Originariamente, il suo areale si estendeva in buona parte dei Caraibi. Fossili di questa specie sono stati ritrovati anche nelle Isole Cayman e alle Bahamas.
Il coccodrillo cubano sembra favorire l'habitat d'acqua dolce come paludi, acquitrini e fiumi e raramente si spinge in acque salmastre e salate.

## Biologia

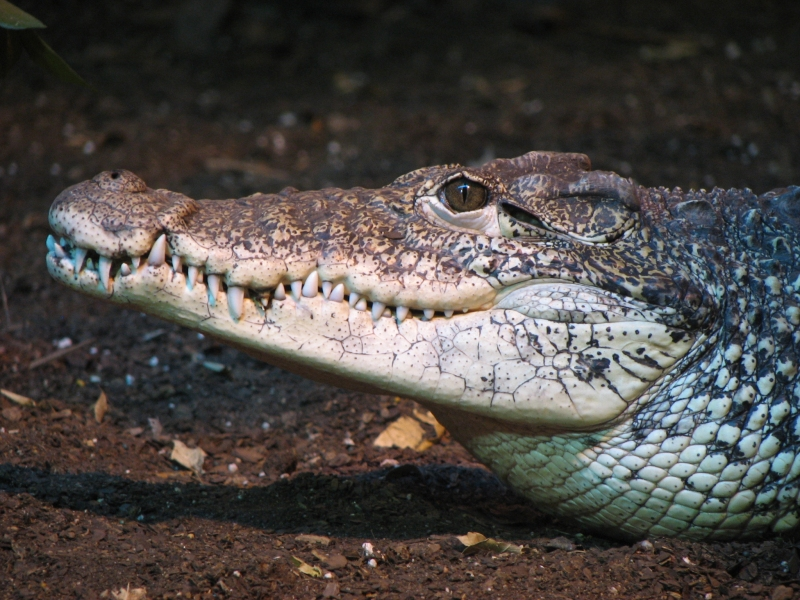
Dettaglio della testa di un coccodrillo cubano

### Comportamento
Nonostante le sue ridotte dimensioni, il coccodrillo cubano è estremamente aggressivo ed è agile anche sulla terraferma. È spesso descritto come la specie più aggressiva del continente americano e assume un comportamento dominante rispetto al più grande coccodrillo americano (Crocodylus acutus) nelle aree in cui le due specie coesistono. I dati sugli attacchi del coccodrillo cubano verso l'uomo sono limitati ma la casistica è piuttosto rara, anche per la limitata distribuzione e la separazione tra gli habitat. Questa specie è nota anche per essere una delle più intelligenti, dimostrando comportamenti non presenti in altre specie di coccodrillo. Una colonia di coccodrilli cubani residenti a Gatorland, in Florida, esibisce un possibile comportamento di caccia in gruppo. Ciò potrebbe essere una strategia di caccia sviluppata da questi animali per poter predare l'estinta megafauna cubana che coesisteva con questa specie, come alcune specie di bradipi terricoli. Questo comportamento ha suscitato molto interesse nella specie, di solito tenuta singolarmente (specialmente dopo tali risultati). Questa specie è anche la più terrestre tra i coccodrilli esistenti, e forse anche la più intelligente.

### Caccia e dieta
La dieta dei giovani coccodrilli cubani comprende generalmente piccoli pesci, artropodi e crostacei. Gli adulti invece possono predare animali più grandi come piccoli mammiferi, pesci e tartarughe. Questi animali hanno denti posteriori smussati, che aiutano a schiacciare i gusci delle tartarughe. Durante la caccia questi animali possono utilizzare la coda per darsi una spinta propulsiva e balzare fulmineamente fuori dall'acqua per l'intera lunghezza del suo corpo, similmente all'alligatore americano (Alligator mississippiensis). Cercando di catturare una preda possono anche fare dei salti alti circa 3 metri.

### Riproduzione

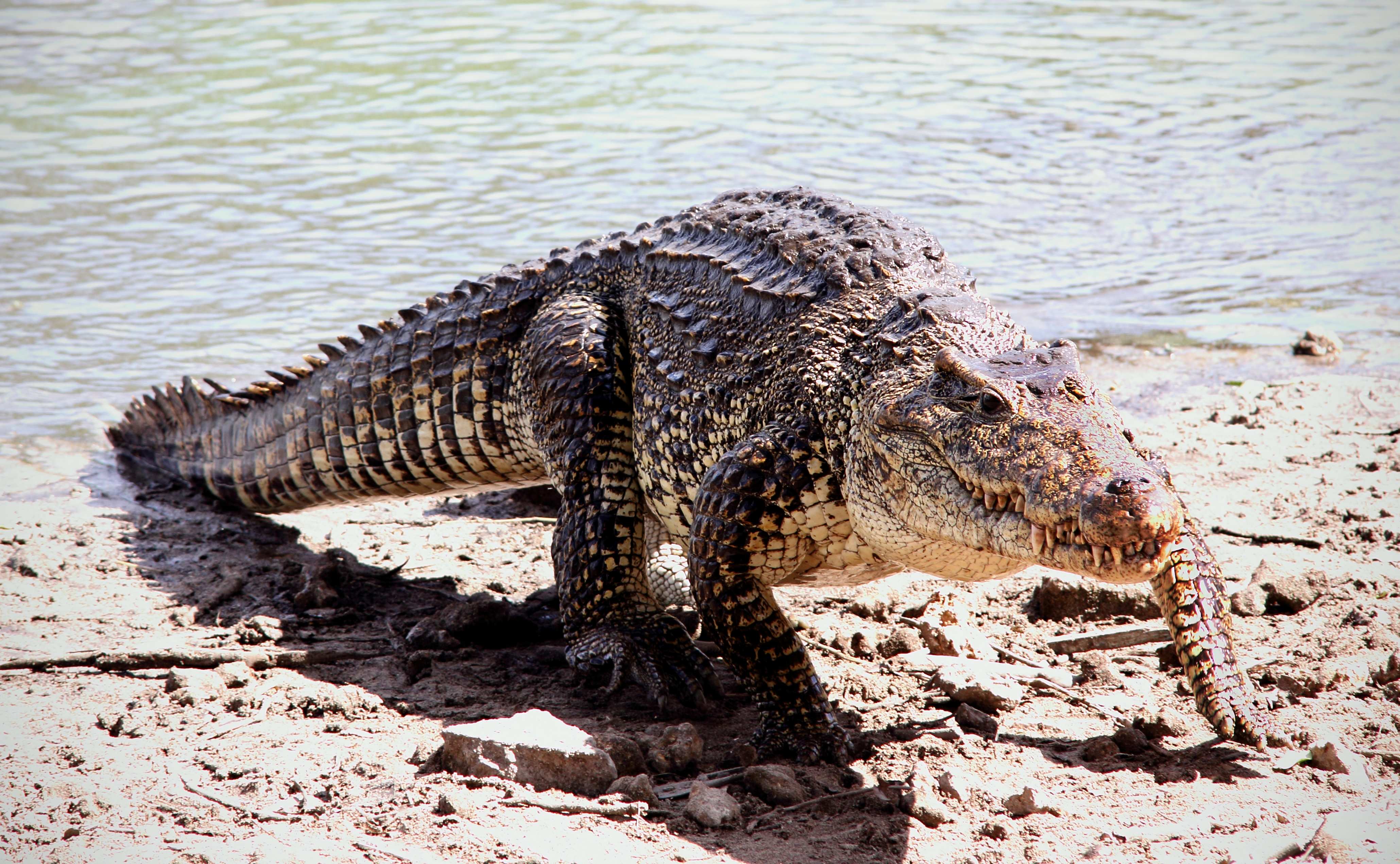
Coccodrillo cubano

La stagione degli amori per questi animali si svolge tra i mesi di maggio e luglio. Si ritiene che ciò sia correlato ai cambiamenti ambientali del suo ambiente, come precipitazioni e temperature. In natura, i coccodrilli nidificano nelle paludi umide; dove scavano buche dove seppellire le proprie uova con del materiale organico. In cattività, invece, i coccodrilli creano dei tumuli. Durante il periodo di nidificazione i coccodrilli cubani depongono tra le 30-40 uova e il periodo di incubazione stimato è di 58-70 giorni. La schiusa può verificarsi da fine agosto a inizio settembre. A causa della predazione di umani, procioni e altri animali, molte delle uova non si schiudono. Alla nascita, i cuccioli sono lunghi circa 2-3 pollici e pesano 1/4 libbre. Come con altri coccodrilli, il sesso della prole del coccodrillo cubano è determinato dalla temperatura nel nido. In cattività e nei centri di protezione, le uova vengono conservate in incubatoi che forniscono una temperatura costante di 32 C° Celsius per far sì che nascano maschi. I coccodrilli cubani sono una specie aggressiva e sono noti anche per essere cannibali. A causa di tutto ciò molti cuccioli non sopravvivono allo stadio giovanile. Nel 2012, due cuccioli di coccodrilli cubani sono nati in un centro di conservazione allo Smithsonian National Zoological Park, di Washington Ciò è la prima volta in 25 anni che il coccodrillo cubano è stato allevato con successo in questo zoo.

## Conservazione

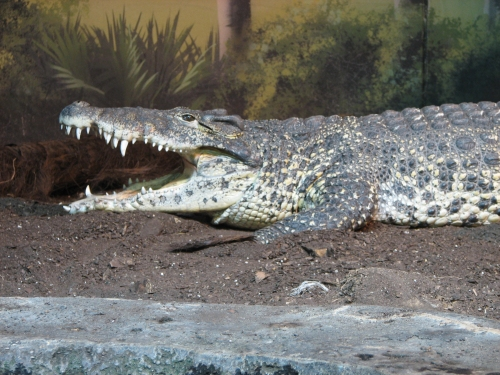
Coccodrillo cubano in cattività

Il coccodrillo cubano è una specie in pericolo critico, elencata nell'appendice 1 della CITES. Il suo habitat limitato lo rendono molto vulnerabile, e gli umani hanno cacciato questa specie fino all'estinzione. Molte ricerche rimangono da fare sulle popolazioni selvagge rimanenti. La specie è presente in cattività in Europa e negli Stati Uniti, dove si stanno svolgendo progetti d'allevamento intensivo per salvaguardare la specie. Si sono inoltre verificati problemi in passato con l'ibridazione, specialmente con il coccodrillo americano, che limita i geni puri di questa specie.
Due famosi coccodrilli cubani risiedono nell'acquario di Skansen, in Svezia. I coccodrilli Castro e Hillary erano precedentemente di proprietà del leader cubano Fidel Castro, prima di darli via al cosmonauta Vladimir Shatalov, nel 1978. Quando Shatalov non poteva più prendersi cura dei coccodrilli, furono dati allo zoo di Mosca, che a sua volta lì donò all'acquario di Skansen, nel 1981. Qui la coppia di coccodrilli ha prodotto numerose covate, dal 1984. Nel 2019, i coccodrilli furono coinvolti in un attacco ad una persona, che si era avvicinata troppo al recinto durante una festa. L'uomo è sopravvissuto ma il suo braccio era gravemente ferito.
A causa dell'embargo degli Stati Uniti contro Cuba, i coccodrilli dello Skansen Aquarium sono molto ricercati dagli zoo statunitensi, poiché ci sono pochi altri modi per ottenerli legalmente.